# Adam Otto von Viereck (Gesandter)

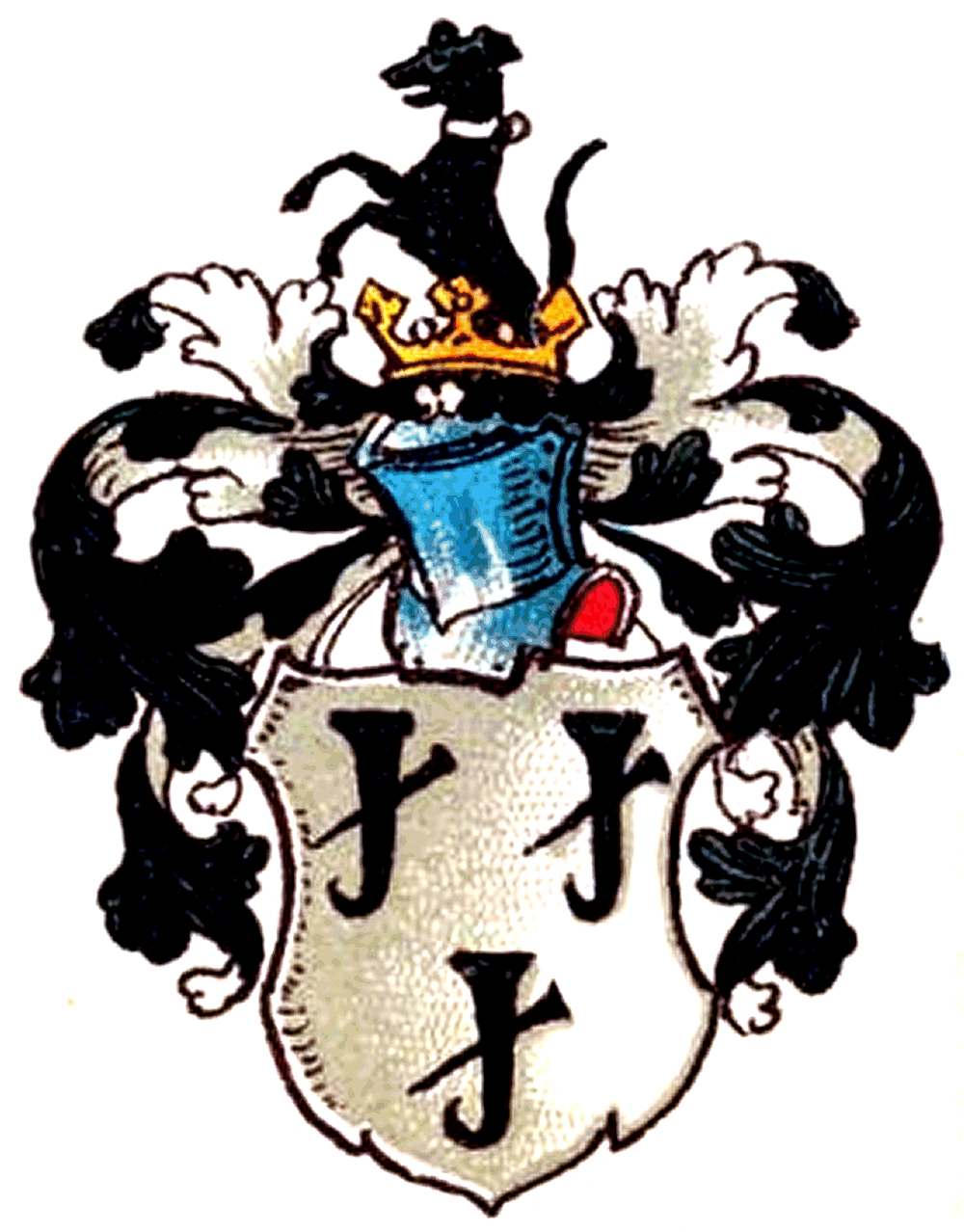
Wappen derer von Viereck (Vieregg)

Adam Otto von Viereck, auch Vieregg (* 2. April 1634 in Boddin; † 27. Juli 1717 in Wattmannshagen), war mecklenburg-güstrowscher Kammerpräsident und preußischer Gesandter in Kopenhagen.

## Leben

### Herkunft
Adam Otto von Viereck war Angehöriger des mecklenburgischen Adelsgeschlechts von Viereck. Seine Eltern waren der im Duell erschossene, schwedische Rittmeister und Erbherr auf Weitendorf und Benitz, Melchior von Viereck (1596–1642) und Elisabeth, geborene von Levetzow († 1642) aus Weitendorf.

### Werdegang
Viereck, ein studierter Jurist, war seit 1673 und mecklenburg-güstrowscher Kammerpräsident am Hofe Gustav Adolfs in Güstrow, dann Präsident in Parchim gewesen. Er war Erbherr auf Weitendorf und Gremmelin mit Wattmannshagen. Seit 1685 war er kurbrandenburgischer Geheimen Rat. Mindestens in den Jahren 1698 bis 1706 war er brandenburg-preußischer „Envoyé Extraordinaire“ am dänischen Königshof in Kopenhagen. Er wurde 1704 Ritter des Dannebrogordens. Am 24. Januar 1707 avancierte er zum Wirklichen Geheimen Rat.

### Familie
Adam Otto von Viereck war in erster Ehe mit Sophie Amalie von Pentz (1634–1672) verheiratet, mit der er drei Kinder hatte. In zweiter Ehe war er mit Anna Helena von Wolffersdorff (1651–1701) vermählt, woraus vier Kinder bekannt sind. Schließlich ging er noch eine dritte Ehe mit Hedwig Elisabeth von Klenow aus dänischem Adel ein.
bekannte Kinder
- Dorothea Catharina, ⚭ 1698 Gustav von Mardefeld (1664–1729), kasselischer Oberhofmeister
- N.N., ⚭ N.N. von Mardefeld (Bruder des vorgenannten), Oberst
- Sophie Amalie (1669–nach 1700)
- Anna Dorothea Friederike († 1774), ⚭ August Wilhelm von Treskow (1720–1797), ansbach-bayreuthischer Feldmarschallleutnant und nachmaliger preußischer Generalleutnant
- Elisabeth Helene (1679–1704), Mätresse des dänisch-norwegischen Königs Friedrich IV. (1671–1730)
- Friedrich Wilhelm (1682–1735), sächsisch-polnischer Oberstleutnant, ⚭I Anna Emerentia von Bülow; ⚭II Ursula Dorothea von Bülow a.d.H. Prützen (1702–1765)[2]
- Adam Otto (1684–1758), preußischer Staatsminister und Geheimer Etatsrat

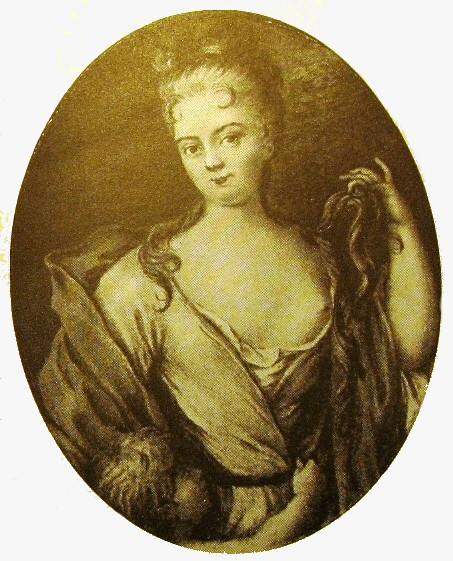
Tochter Elisabeth Helene
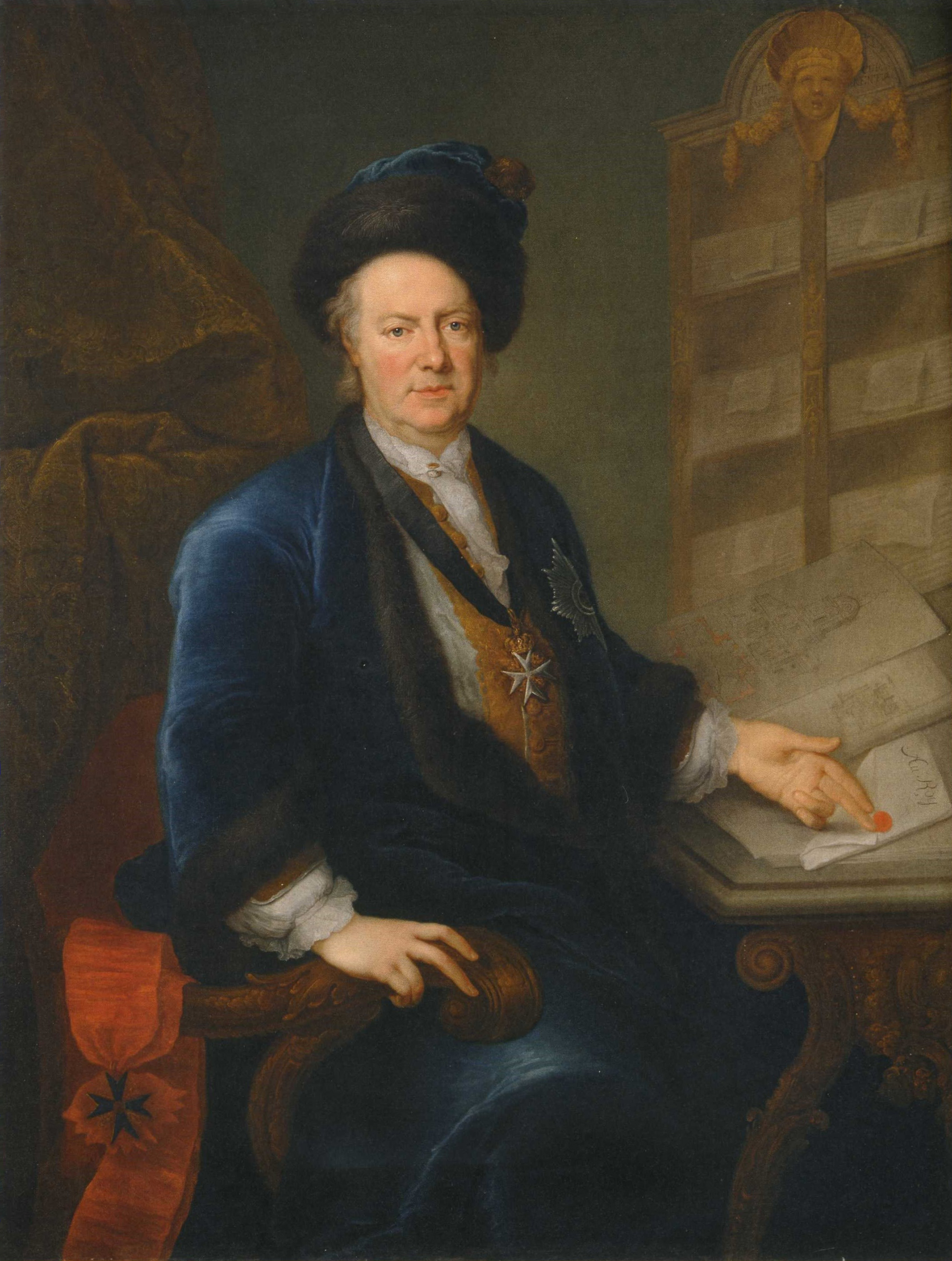
Sohn Adam Otto